# Otokar Keršovani
Otokar Keršovani (ur. 23 lutego 1902 w Trieście, zm. 9 lipca 1941 w Zagrzebiu) – chorwacki i jugosłowiański dziennikarz, polityk i publicysta, członek Komunistycznej Partii Jugosławii.

## Życiorys
W wieku 16 lat opuścił Istrię i przeniósł się do Jugosławii. W 1921 roku ukończył gimnazjum w Karlovacu i rozpoczął na Wydziale Leśnym Uniwersytetu w Zagrzebiu.
W 1924 roku skupił się na karierze dziennikarskiej. Był dziennikarzem zagrzebskich Novosti i Slobodnej tribuny oraz belgradzkich Novosti. W latach 1925–1927 był redaktorem naczelnym tej ostatniej. Pisał traktaty socjologiczne i ekonomiczno-historyczne. Uważany był za jednego z najważniejszych chorwackich marksistowskich myślicieli międzywojnia.
W 1927 roku dołączył do SKOJ, młodzieżówki Komunistycznej Partii Jugosławii, a rok później bezpośrednio w szeregi tej partii. W tym samym roku za swą działalność został skazany na rok pozbawienia wolności. W 1930 roku został ponownie aresztowany i skazany na 10 lat pozbawienia wolności. Karę odbywał w więzieniu w Sremskiej Mitrovicy. Tamże prowadził działalność polityczną i agitację ideologiczną. Rozpoczął pisanie książki Povijest Hrvata, której jednak nie ukończył. Została ona opublikowana pośmiertnie dopiero w 1971 roku.
30 marca 1941 został aresztowany i umieszczony w obozie koncentracyjnym w Kerestincu. Następnie został rozstrzelany.